# Hellcats
Hellcats (No Brasil Hellcats - Líderes de torcida) é uma série de televisão do canal The CW, do gênero comédia e drama, estrelada por Ashley Tisdale, Aly Michalka, Robbie Jones, Heather Hemmens e Matt Barr que estreou em 8 de setembro de 2010. Baseado no livro Cheer: Inside the Secret World of College Cheerleaders de Kate Torgovnick.
Hellcats conta a história de uma estudante de direito (Aly Michalka) que tem seu mundo abalado quando perde a bolsa de estudos e para garantir uma nova, tem que entrar para a equipe de líderes de torcida. A série também mostra os bastidores do drama, política e pressão ao redor do programa de futebol americano em uma universidade da região sulista.
Em 18 de maio de 2010, foi anunciado pelo The CW que o piloto de Hellcats havia sido escolhido para a Fall Season 2010-11. A série vai ao ar às quartas-feiras, após o programa America's Next Top Model. Após janeiro de 2011 a série será apresentada às terças-feiras. No Brasil, a série foi exibida pelo canal pago Boomerang cuja estreia ocorreu no dia 27 de junho de 2011.
Dia 17 de maio de 2011, o canal The CW confirmou o cancelamento da série, não foi divulgado o motivo do cancelamento, porém acredita-se que seja devido a baixa audiência nos últimos episódios.

## Sinopse
Savannah Monroe (Ashley Tisdale), a capitã dos Hellcats, é descrita como "enérgica e delicada" com uma "intensidade forte". Inicialmente, ela se choca com Marti, mas percebe que ela é a dádiva que o Hellcats necessitava para ganhar o campeonato, e escala Marti quando a equipe tem que procurar uma substituta para Alice Verdura, após a lesão do pulso. Alice (Heather Hemmens) é perigosamente narcisista e não gosta da ideia de Marti substituindo-a na escalação, nem a atenção que ela recebe de seu ex-namorado, Lewis Flynn. Lewis (Robbie Jones) é uma das bases do Hellcats e é um cara fácil de longo curso, que tem um amor para a ação. Ele tentou entrar para a equipe Hellcats em um desafio de seus irmãos da fraternidade, e instantaneamente tornou-se viciado. Ele tem uma atração imediata por Marti. Dan Patch (Matt Barr)  é um amigo de Marti que tinha uma paixão silenciosa sobre ela, mas agora está namorando Savannah, nova amiga de Marti na equipe. Vanessa Lodge, uma Hellcat antiga que agora é treinador da equipe. Se o Hellcats não ganhar o campeonato, ela poderá perder o emprego.
A Marti Perkins, é da cidade de Memphis no Tennessee. Descrita coma "inteligente e perversa", ela se junta à Hellcats por uma chance de continuar sua educação depois que a mãe perde sua bolsa de estudos. Wanda Perkins (Gail O'Grady) é uma festeira que nunca cresceu, e suas palhaçadas no passado humilharam publicamente sua filha. Ela trabalha em um bar da universidade.
Elenco de apoio inclui Patty "A treinadora" Wedgerman (Elena Esovolova) uma base para o Hellcats e uma pedra de apoio quando todos à sua volta estão derretendo. Red Raymond (Jeff Hephner), o treinador de futebol do Lancer e Derrick Altman (DB Woodside), o namorado de Vanessa.

## Elenco
- Ashley Tisdale como Savannah Monroe: a capitã do Hellcats, é descrita como "enérgica e delicada" com uma "intensidade forte". Inicialmente, ela se choca com Marti, mas percebe que ela é a dádiva que o Hellcats necessitada para ganhar o campeonato, e escala Marti quando a equipe tem que procurar uma substituta para Alice Verdura, após a lesão do pulso.
- Alyson Michalka como Marti Perkins: natural da cidade de de Memphis no Tennessee. Descrita coma "inteligente e perversa", ela se junta à Hellcats por uma chance de continuar sua educação depois que a mãe perde sua bolsa.
- Wanda Perkins (Gail O'Grady): a mãe de Martin. Ela é uma festeira que nunca cresceu, e suas palhaçadas no passado humilharam publicamente a sua filha. Ela trabalha em um bar da universidade.
- Heather Hemmens como Alice Verdura: é perigosamente narcisista e não gosta da ideia de Marti substituindo-a na escalação, nem a atenção que ela recebe de seu ex-namorado, Lewis Flynn.
- Matt Barr como Dan Patch: é um amigo de Marti que tem uma paixão silenciosa sobre ela, mas agora está namorando Savannah, nova amiga de Marti na equipe.
- Robbie Jones como Lewis Flynn: uma das bases do Hellcats e é um cara fácil de longo curso, que tem um amor para a ação. Ele tentou entrar para a equipe Hellcats em um desafio de seus irmãos da fraternidade, e instantaneamente tornou-se viciado. Ele tem uma atração imediata por Marti.
- Sharon Leal como Vanessa Lodge: uma ex-integrante da equipe Hellcats, e que agora é a treinadora da equipe. Se o Hellcats não ganhar o campeonato nacional, ela poderá perder o emprego.

## Trilha Sonora

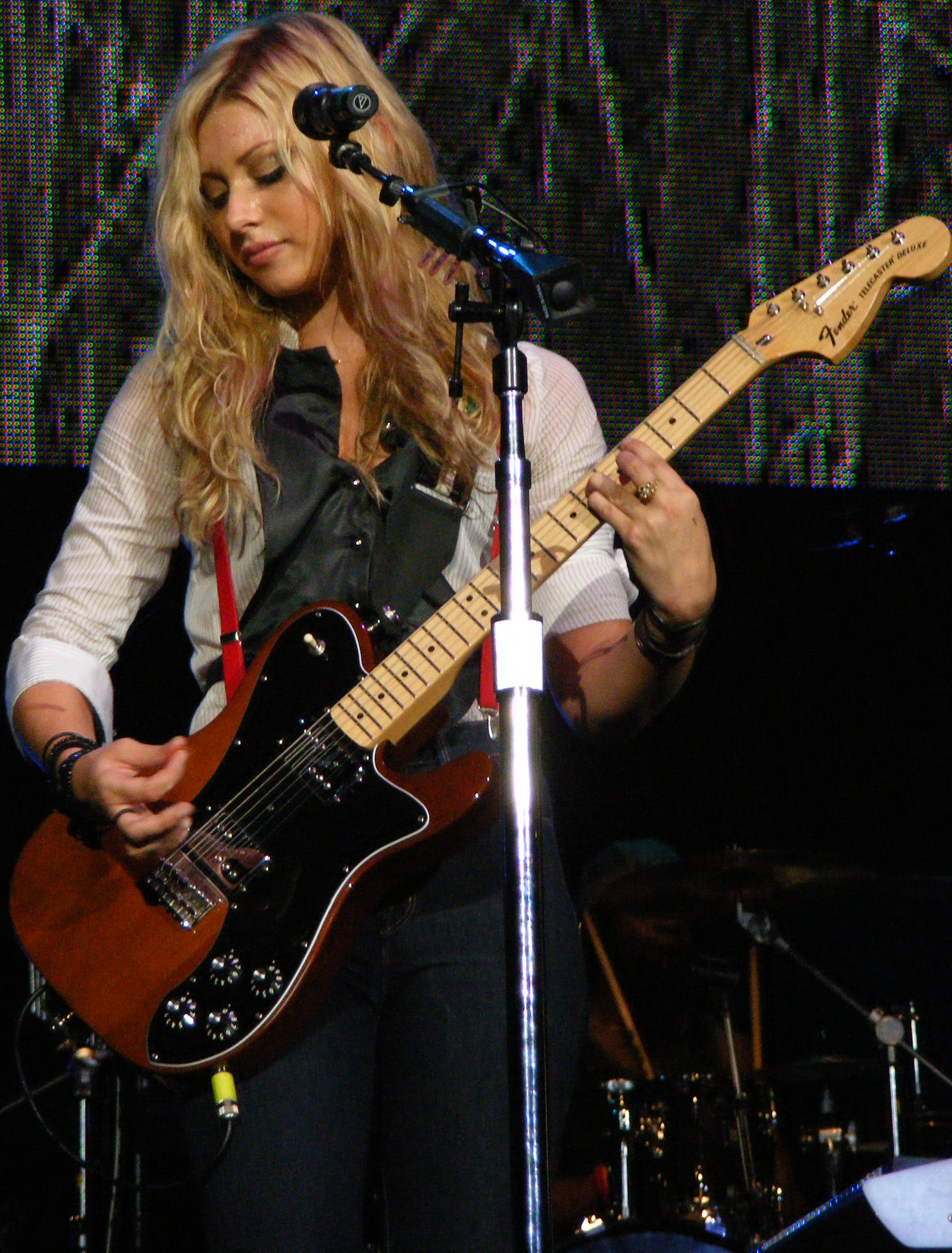

Durante a associação dos críticos da televisão em 2010, a excursão realizada em Los Angeles 29 de Julho de 2010, as atrizes Aly Michalka e Ashley Tisdale têm uma ligação a música e teve a ideia delas está presente. Planejaram manter as suas carreiras da música separadas da série, embora Aly Michalka comentasse que cantaria no quarto episódio. Além do que isso, Alyson Michalka da banda 78violet gravasse a faixa de Belong Here, que sugeriu como tema de abertura para Hellcats. Foi liberado mais tarde em lojas digitais. O produtor executivo Kevin Murphy confirmado em uma entrevista que uma trilha sonora estaria liberada para a série, que incluiria a canção de tema e outras canções gravou para a série. Adicionou mais tarde o " Assim nós estamos construindo uma biblioteca do material. Uma vez que nós temos bastante, vamos colocar no iTunes e fazer definitivamente uma trilha sonora.As canções cobertas para a série incluem o " The Letter"  original pela caixa cobre,The Box Tops, Sting's "Brand New Day", "Squeeze's "Tempted" e The Go-Go's e também "We Got the Beat. A cantora canadense Fefe Dobson gravou o " Rockstar", uma canção exclusiva para a série que foi jogada durante o episódio" Um mundo Mudo Cheio de Estranhos". Como prometido previamente por Murphy, um EP digital que caracteriza cinco das canções gravadas para a série foi liberado 30 de Novembro de 2010, através da gravadora da Warner Bros.A primeira estação dos Hellcats igualmente incluiu desempenhos vivos pelos músicos do convidado, incluindo Hey Monday, Faber Drive, Fefe Dobson, 3OH!3 featuring Ashley Tisdale, Elise Estrada and Ciara.

## Episódios
| Temporada | Temporada | Episódios | Estreia da temporada  | Final da temporada |
| --------- | --------- | --------- | --------------------- | ------------------ |
|           | 1         | 22        | 8 de Setembro de 2010 | 17 de Maio de 2011 |

## Premiação
| Ano  | Premiação              | Categoria                           | Status   |
| ---- | ---------------------- | ----------------------------------- | -------- |
| 2011 | People's Choice Awards | Favorite New TV Drama               | Indicado |
| 2011 | Golden Reel Awards     | Melhor Edição de Som                | Indicado |
| 2011 | Tubey Awards           | Cancelamento de Série mais Dolorosa | Indicado |
| 2012 | Pop Star Awards        | Best TV Series                      | Indicado |

## Recepção da crítica
Hellcats teve recepção mista por parte da crítica especializada. Com base de 22 avaliações profissionais, alcançou uma pontuação de 51% no Metacritic. Por votos dos usuários do site, atinge uma nota de 6.1, usada para avaliar a recepção do público.

## Exibição no Brasil
No Brasil, a série estreou primeiro na TV paga, no Boomerang, dia 27 de junho de 2011, com a classificação de 14 anos. Dois meses após a estreia no Boomerang o canal PiX também passou a transmiti-la. O canal SBT começou a exibi-la a partir de 4 de setembro de 2012, substituindo Rubicon.